# Le Faux Pas (Watteau)
Ne doit pas être confondu avec le film Le Faux Pas
Le Faux Pas est un tableau du peintre français Jean-Antoine Watteau. Il a été réalisé à l'huile sur toile entre 1716 et 1718. Il mesure 50 cm de haut et 41 cm de large. Il est conservé au Musée du Louvre, qui l'a acquis grâce au legs du Docteur La Trujillo, en 1869.

## Description
Dans cette scène est représenté le désir de l'homme, en lutte contre la résistance pudique de la femme. L'homme essaie d'allonger cette dernière sur la cape rouge qui gît au sol, sur la droite. Une main de la femme s'oppose, mais les lignes de la nuque et du dos tendent vers l'autre direction.
Watteau remplit l'instant d'une grande tension psychologique. Le thème rappelle les œuvres nordiques, comme La Fête de village (la Kermesse) de Rubens, également conservée au Louvre.
La scène se développe dans un environnement champêtre avec des arbres et des arbustes à peine ébauchés.

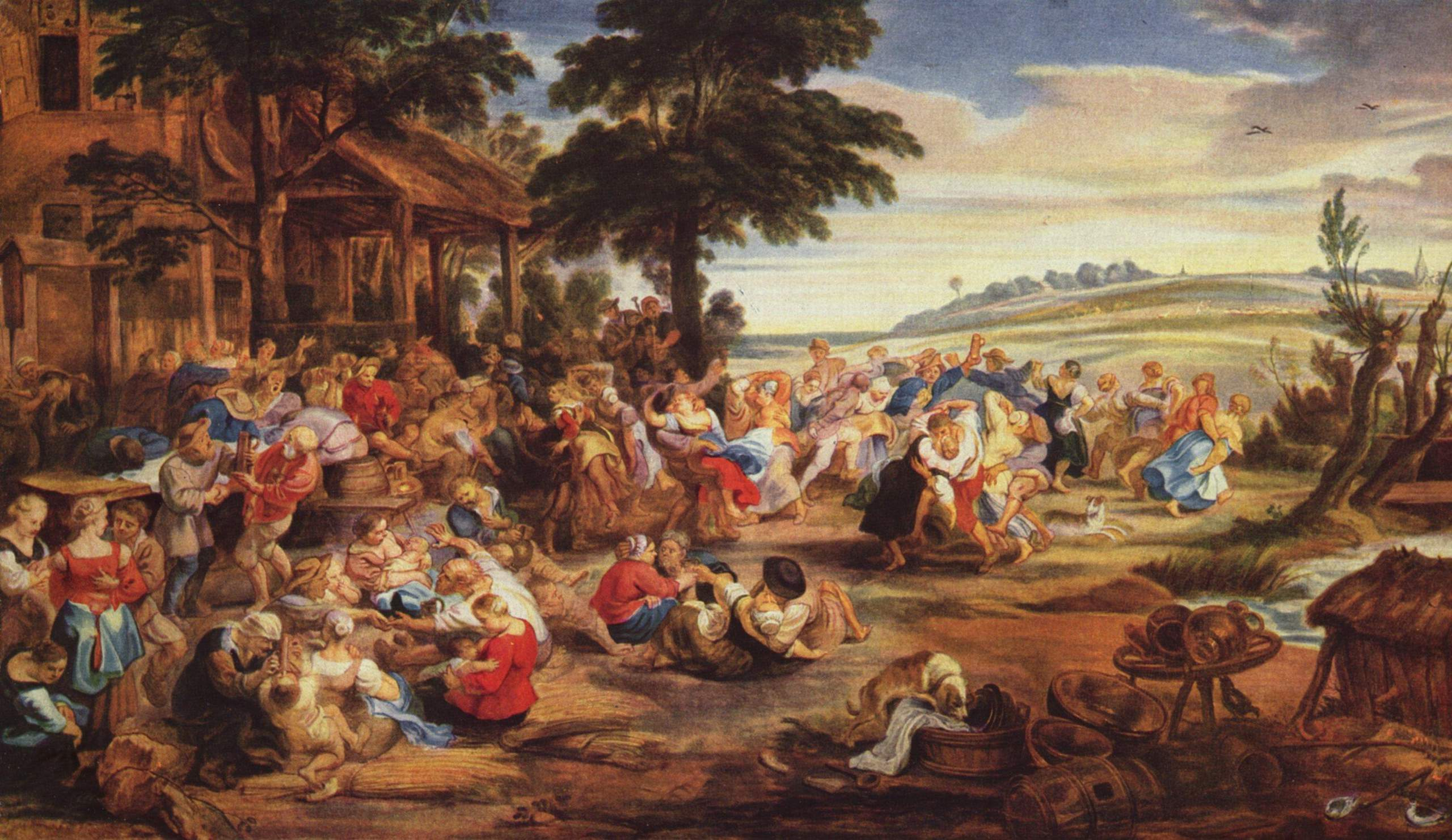
La Kermesse ou La Fête de Village flamande, de Pierre Paul Rubens, vers 1635, Huile sur toile, 149 × 261 cm, Musée du Louvre, Paris, œuvre précédent stylistiquement Le faux pas.